# Pomnik Wiktora Emanuela II w Mediolanie
Pomnik Wiktora Emanuela II (wł. Monumento a Vittorio Emanuele II) – pomnik znajdujący się w Mediolanie, w centralnej części placu Piazza del Duomo, naprzeciwko katedry mediolańskiej. Składa się z wysokiego, ozdobionego reliefami cokołu i umieszczonego na nim posągu przedstawiającego włoskiego króla Wiktora Emanuela II siedzącego na koniu. Został wykonany w latach 1878–1896 przez rzeźbiarza Ercole Rosę.

## Historia

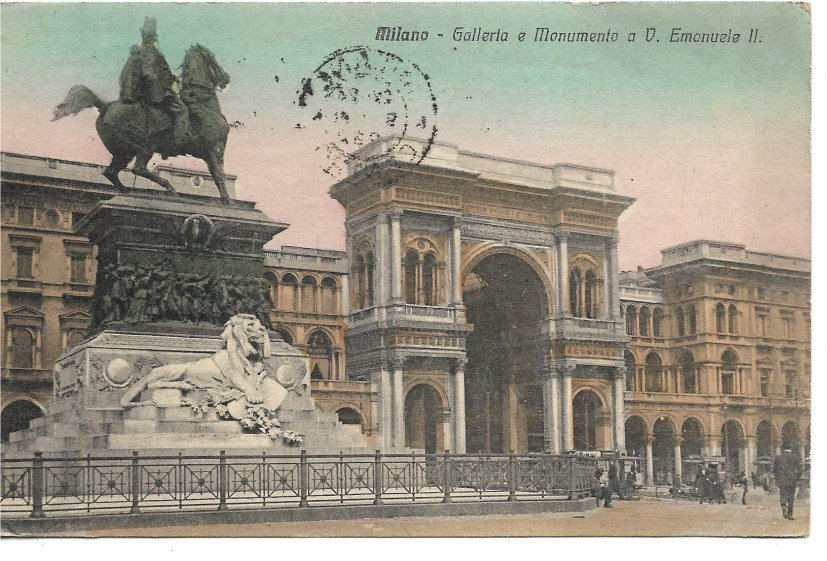
Pomnik na pocztówce z 1922 roku, w tle Galeria Wiktora Emanuela II

Władze Mediolanu zleciły rzymskiemu rzeźbiarzowi Ercole Rosie stworzenie pomnika włoskiego króla Wiktora Emanuela II w 1878 roku – roku śmierci tego władcy. Z dwóch branych pod uwagę lokalizacji pomnika: Piazza del Duomo oraz Piazzetta Reale przy Pałacu Królewskim. Ostatecznie wybrano tę pierwszą, po czym jeszcze w roku zlecenia rozpoczęto budowę monumentu. Ercole Rosa nadzorował od strony projektowej realizację budowli do swojej śmierci w 1893 roku - po nim zadanie to przejęli inni rzeźbiarze. Natomiast kierownictwo nad wszystkimi pracami budowlanymi sprawował Giannino Ferrini, inżynier z Miejskiego Biura Technicznego. 14 czerwca 1896 roku odbyło się odsłonięcie ukończonego pomnika.

## Opis

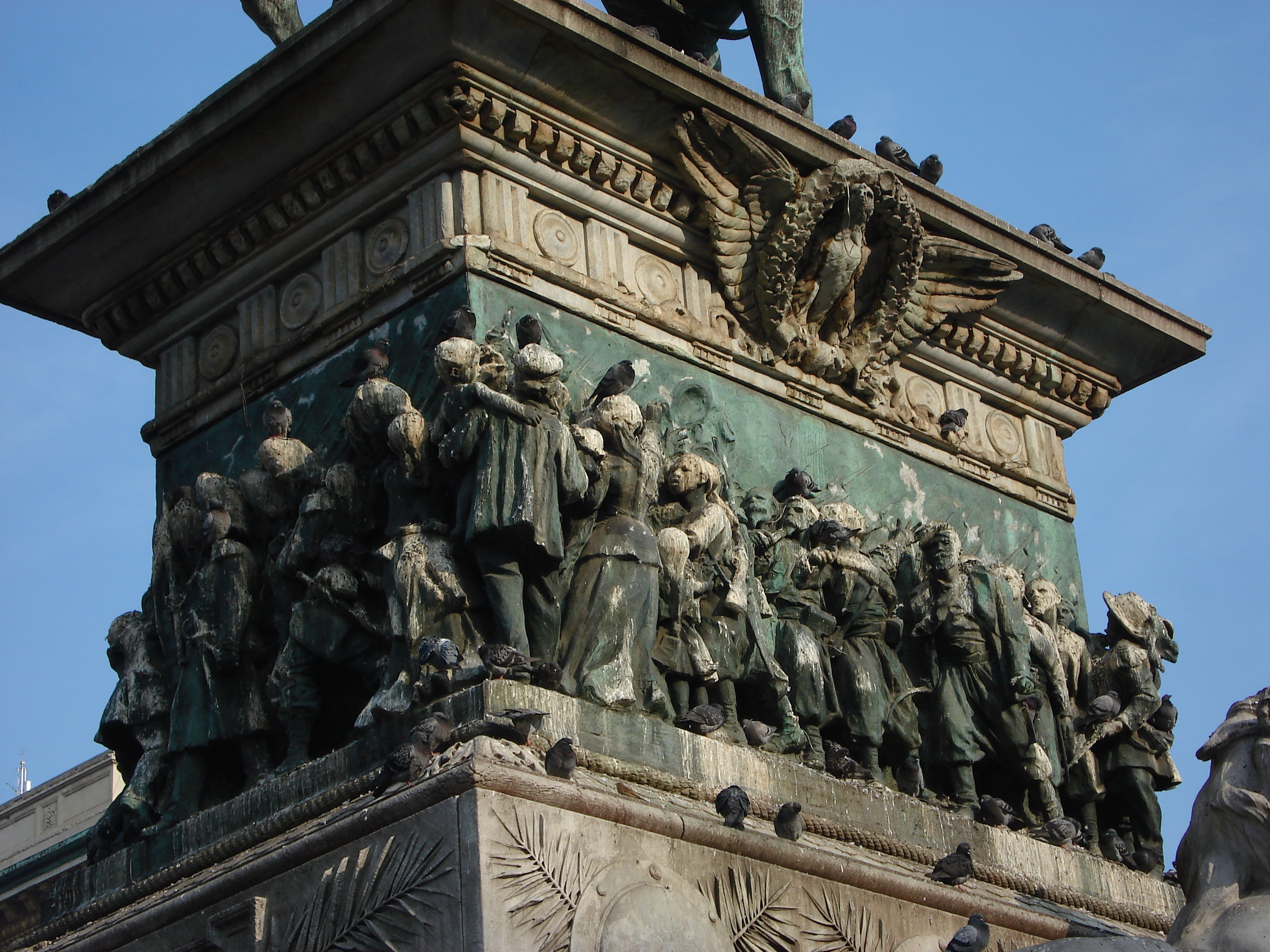
Relief przedstawiający wojska francusko-piemonckie

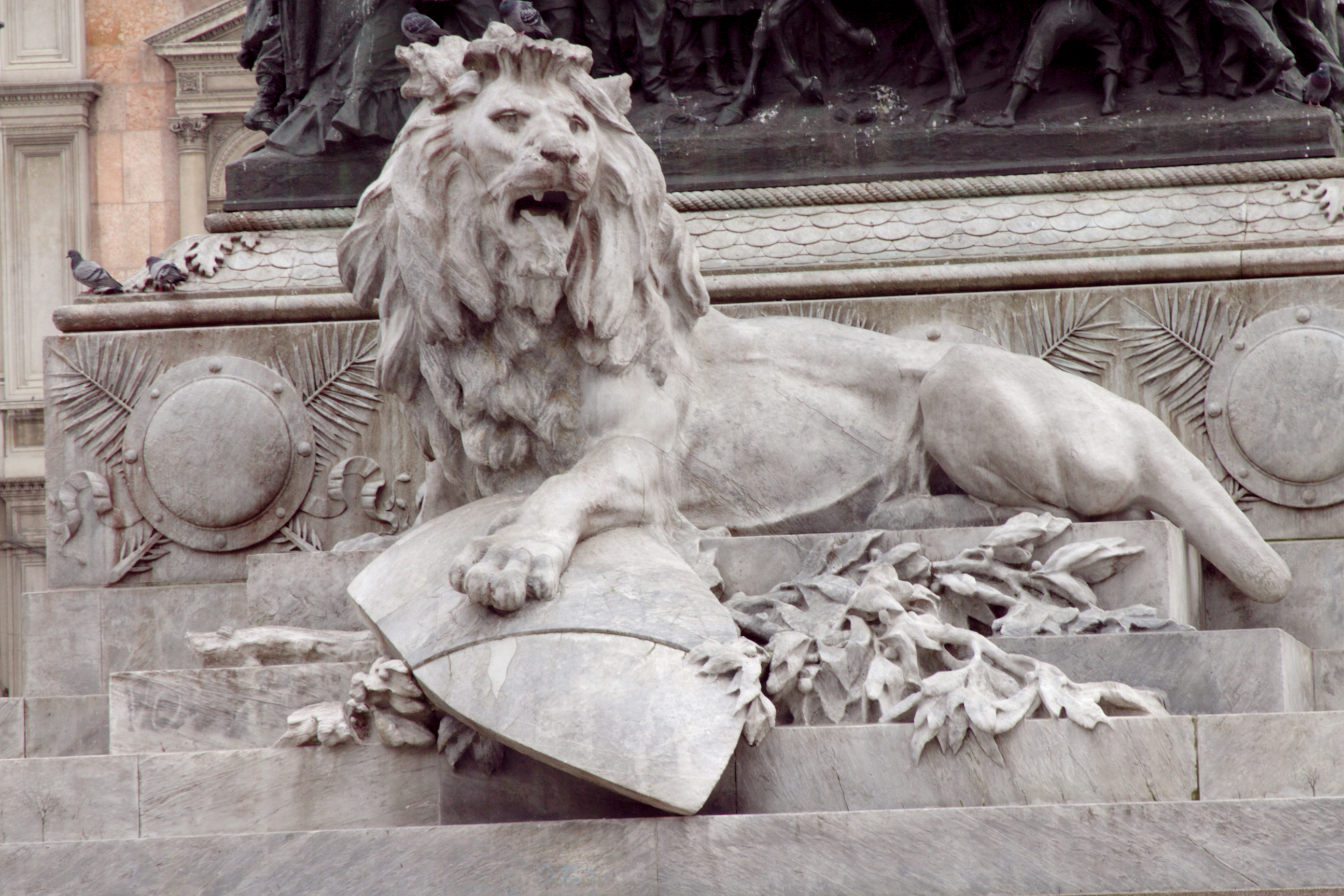
Jedna z rzeźb lwów

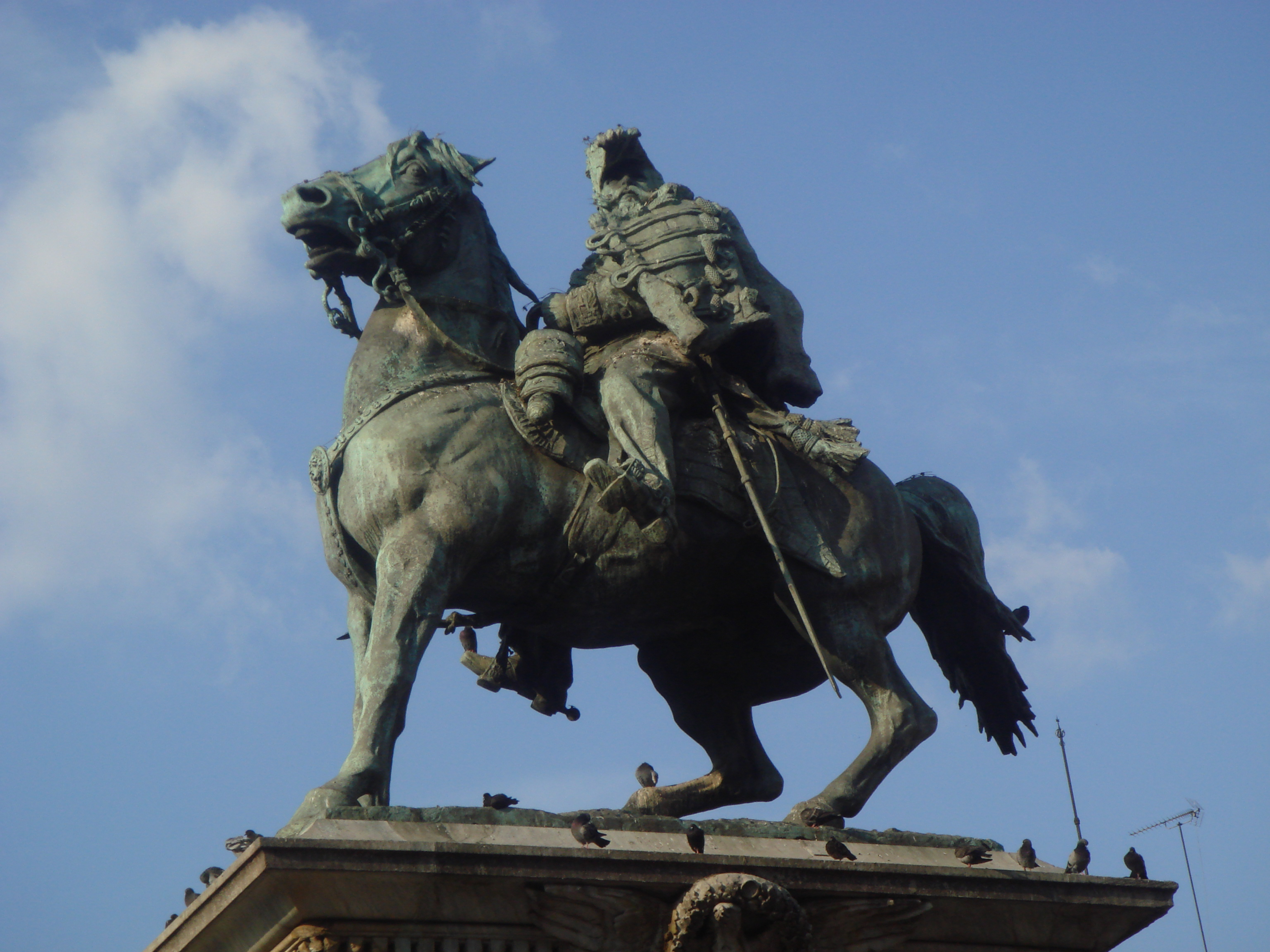
Konny posąg Wiktora Emanuela II

Pomnik zajmuje powierzchnię 320 m². Ma 14,80 m wysokości, z czego cokół mierzy 8 m, zaś konny posąg Wiktora Emanuela II jest wysoki na 5,60 m. Cokół pomnika składa się z kilku elementów. Najniżej położonym jest wykonana z czerwonego granitu podstawa, na której jest ustawiona stworzona z białego marmuru karraryjskiego sekcja ze schodami. Na niej z kolei stoi także wykonany z białego marmuru karraryjskiego element ozdobiony reliefami przedstawiającymi okrągłe tarcze ułożone naprzemiennie z gałęziami palmy. Ponadto zarówno na przedniej, jak i tylnej stronie tego elementu znajduje się wygrawerowany tekst, składający się z włoskiego słowa i liczby zapisanej rzymskim systemem: na przedniej widnieje GIUGNO MDCCCLIX (pol. „Czerwiec 1859”), co jest odniesieniem do wydarzeń historycznych, natomiast na tylnej jest INAUGURATO MDCCCXCVI (pol. „Odsłonięty 1896”). Na tym elemencie spoczywa sekcja otoczona reliefem, ważącym 8,6 t oraz mającym 2,30 m wysokości i 90 m² całkowitej powierzchni. Przedstawia on składające się z 64 postaci wojska francusko-piemonckie podczas ich wejścia do Mediolanu po bitwie pod Magentą w 1859 roku. Relief ten został odlany z brązu 9 stycznia 1895 roku przez firmę F.lli Barigozzi na formie przygotowanej przez rzeźbiarza Ettore Ferrariego. Pierwotny projekt Ercole Rosy przewidywał wykonanie reliefu z marmuru, jednak po śmierci Rosy modelowanie reliefu było już na tyle gotowe, że można było wykonać odlew z brązu zamiast angażować rzeźbiarza specjalizującego się w rzeźbieniu w marmurze. Sekcję tę wieńczy element z mocnym i surowym belkowaniem, na którego dłuższych bokach są umieszczone reliefy przedstawiające orły wewnątrz wieńców z liści dębu.
Dolną część cokołu pomnika flankują dwie rzeźby lwów leżących na sekcji ze schodami po stronie północnej i południowej, z których każdy trzyma łapę na tarczy - jeden na tarczy symbolizującej Rzym, zaś drugi na tarczy symbolizującej Mediolan. Zostały one wykonane z marmurowych bloków ważących 22,5 t (lew ze strony północnej) i 26 t (lew ze strony południowej) przez rzeźbiarza Scalpellina Serafina Bianchiego na podstawie modeli przygotowanych przez Ercole Rosę.
Na cokole jest ustawiony ważący 12,7 t, wykonany z brązu posąg przedstawiający Wiktora Emanuela II w trakcie bitwy pod San Martino, siedzącego na koniu ukazanym w momencie hamowania. Zadanie odlania posągu w 1890 roku powierzono firmie F.lli Barzaghi, zaś później – w związku ze śmiercią w 1892 roku rzeźbiarza Francesca Barzaghiego – firmie F.lli Barigozzi. Całość prac związanych z odlewaniem dzieła na podstawie stworzonych przez Ercole Rosę modeli z wosku została zakończona w 1893 roku, przed śmiercią Rosy.